# Anywhere (Axle Whitehead)
Anywhere è un singolo del cantautore australiano Axle Whitehead pubblicato il 9 agosto 2008 come secondo estratto dal suo unico album in studio Losing Sleep.

## Successo internazionale
Il singolo ottenne grande successo in Australia.